# ESPNcricinfo
ESPNcricinfo (anteriormente conocido como Cricinfo o CricInfo) es un sitio web de noticias deportivas exclusivamente para el juego de críquet.

## Alcance del trabajo
ESPNcricinfo presenta noticias, artículos, cobertura en vivo de partidos de críquet (incluidos blogs en vivo y tarjetas de puntuación) y StatsGuru, una base de datos de partidos y jugadores históricos desde el siglo XVIII hasta el presente. A partir de marzo de 2018, Sambit Bal era el editor.

## Historia
CricInfo fue lanzado el 15 de marzo de 1993 por Simon King, un investigador británico de la Universidad de Minnesota y Badri Seshadri con la ayuda de estudiantes e investigadores de universidades de todo el mundo.